# Carnot Posey
Pour les articles homonymes, voir Posey.
Carnot Posey (5 août 1818 – 13 novembre 1863) est un planteur du Mississippi et avocat, et un général confédéré lors de la guerre de Sécession. Il est mortellement blessé à la bataille de Bristoe Station. Il est transporté pour être soigné à l'université de Virginie, où les chambres sur la pelouse sont toutes utilisées comme chambres d'hôpital confédéré. Il est placé dans la même salle (salle 33 de la pelouse ouest), où il a vécu de nombreuses années plus tôt, en tant qu'étudiant de droit de l'université de Virginie et décède plus tard dans cette chambre de ses blessures.

## Avant la guerre
Posey naît près de Woodville, au Mississippi, le quatrième des huit enfants du planteur John Brooke Posey et d'Elizabeth Screven Posey. Il va dans les écoles communes, puis est diplômé de l'université de Jackson, Mississippi, avant de faire des études de droit à l'université de Virginie. Il retourne dans la plantation de sa famille et, plus tard, crée un cabinet d'avocat à Woodville. Il épouse Marie Collins, en mai 1840, et ils ont deux fils, mais sa femme meurt quatre ans plus tard seulement.
Pendant la guerre américano-mexicaine, Posey est nommé premier lieutenant dans le 1st Mississippi Rifles, un régiment de volontaires commandé par le futur président confédéré Jefferson Davis. Il combat lors de la bataille de Buena Vista, où il est blessé.
De retour à Woodville après la guerre, Posey épouse Jane White en février 1849. Ils auront six enfants. Le président américain James Buchanan nommé Posey en tant que le procureur de district pour le sud du Mississippi, un poste qu'il occupe lorsque l'État fait sécession de l'Union.

## Guerre de Sécession

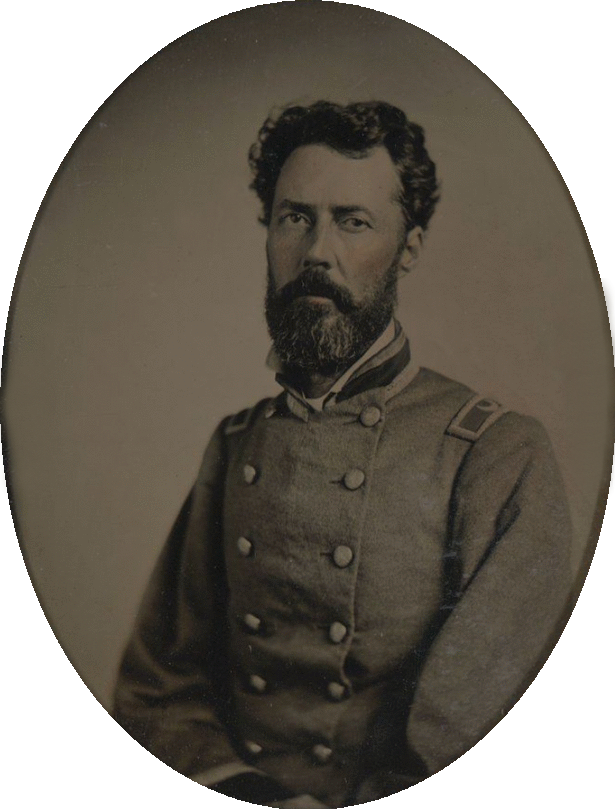
Brigadier général Carnot Posey.

Posey recrute une compagnie locale de milice, les « Wilkinson Rifles », et l'enrôle dans le service confédérés, servant comme capitaine à compter du 21 mai 1861. La compagnie fait partie du 16th Mississippi, et Posey est sélectionné pour être le premier le colonel du régiment le 4 juin. Lui et ses hommes sont transférés sur le théâtre oriental en août 1861.
Posey subit une blessure légère lors de la bataille de Cross Keys pendant la campagne de la vallée du major général Stonewall Jackson en juin 1862. Son régiment combat lors de la bataille de sept jours avec l'armée de Virginie du Nord, sous les ordres du général Robert E. Lee. Il sert en tant que commandant temporaire de la brigade de quatre régiments du Mississippi régiments, commandés par le brigadier général Winfield S. Featherston, au cours de la campagne de la Virginie septentrionale et de la campagne du Maryland. Son régiment combat à Fredericksburg, en décembre 1862, réussissant à repousser une attaque de l'Union. Posey est promu au brigadier général le 18 janvier 1863, avec une date de prise de rang au 2 novembre 1862.
Le mois de mai suivant, la brigade de Posey participe à une action limitée lors la bataille de Chancellorsville, maintenant une position de réserve à Salem Church. Lors de la réorganisation de l'armée à la suite de la mort de Stonewall Jackson, la brigade de Posey est affectée à la division du major général Richard H. Anderson du troisième corps (A. P. Hill). Au cours de la bataille de Gettysburg, en juillet, la brigade fait partie de l'attaque du 2 juillet de Anderson sur Cemetery Ridge, menant une « faible attaque disjointe qui est repoussée ».
Lors de la bataille de Bristoe Station le 14 octobre 1863, Posey est blessé à la cuisse par un éclat d'obus. Bien que la blessure ne soit pas grave en apparence, l'infection s'installe, et il meurt un mois plus tard, dans la Chambre 33 deàWest Lawn à l'Université de Virginie, sous la garde de son bon ami, le Dr John Davis, à Charlottesville, en Virginie, en novembre. Posey est enterré dans la parcelle familiale de Davis dans le cimetière de l'université de Virginie.

## Mémoire
La loge Carnot Posey #378 des francs-maçons est fondée en 1875 et nommé en son honneur.